# Преходен обект
В човешкото детско развитие преходният обект е нещо, обикновено физически обект, който заема мястото на връзката майка – дете. Общи примери включват кукли, мечета или одеяла.
Доналд Уиникът представя концепцията за преходния обект и преходното преживяване във връзка с определен цикъл на развитието. С „преходен“ Уиникът има предвид междинна фаза на развитието между психиката и външната реалност. В това „преходно пространство“ ние намираме „преходния обект“.
Когато малкото дете започне да разделя „Аз“ от „не-Аз“ и се развие от пълна зависимост до стадий на относителна независимост, то използва преходни обекти. Детето вижда себе си и майката като едно цяло. В тази фаза майката „носи света“ на детето без отлагане, което му дава „момента на илюзия“, вяра, че неговите собствени желания създават обекта на неговото желание, който му дава чувство за удовлетвореност. Уиникът нарича това субективно всемогъщество. Наред със субективното всемогъщество на детето лежи обективната реалност, която представлява детската осъзнатост за отделеност между него и желания обект. Докато субективното всемогъщество е нещо, в което чувства, че желанията му създават удовлетворение, то преживяването на обективната реалност е нещо, в което детето независимо търси обекти на желания.